# Nepherites I
Nefaarud I hoặc Nayfaurud I, được biết đến nhiều hơn với tên gọi trong tiếng Hy Lạp của ông là Nepherites I, là một pharaon của Ai Cập cổ đại, ông là người sáng lập ra vương triều thứ 29 vào năm 399 TCN.

## Triều đại

### Lên ngôi
Người ta tin rằng Nepherites là một tướng quân đến từ thành phố Mendes ở vùng đồng bằng châu thổ. Vào mùa thu năm 399 TCN, ông đã nổi dậy chống lại pharaon Amyrtaeus và đánh bại ông ta trên chiến trường, rồi sau đó hành quyết ông ta tại Memphis . Nepherites tiếp đó đã tự xưng là pharaon tại Memphis và có thể là tại Sais, trước khi chuyển kinh đô của mình từ Sais về quê nhà Mendes của ông. Nepherites I đã lựa chọn tên Horus của ông giống với của Psamtik I và tên Horus vàng giống với của Amasis II - những vị vua của vương triều thứ 26 trước đó - điều này được cho là để biểu lộ rằng ông muốn kết nối triều đại của mình với 'thời kỳ vàng son' trước kia của Lịch sử Ai Cập .

### Hoạt động
Theo Manetho, Nepherites I đã cai trị trong sáu năm, mặc dù niên đại được chứng thực cao nhất theo khảo cổ học là năm trị vì 4 của ông.
Bằng chứng về các công trình xây dựng của Nepherites đã được tìm thấy ở nhiều địa điểm trên khắp đất nước Ai Cập. Ở Hạ Ai Cập, ông được chứng thực tại Thmuis, Tell Roba, Buto (tại đây có một bức tượng của ông đã được tìm thấy), Memphis, Saqqara (tại đây việc chôn cất một con bò thần Apis đã diễn ra vào năm trị vì thứ hai của ông) và tại kinh đô và quê nhà Mendes của ông. Ở miền Trung và Thượng Ai Cập, ông đã ra lệnh xây dựng một nhà nguyện tại Akoris trong khi ở Akhimim, gần Sohag, lại có bằng chứng về việc thờ cúng một bức tượng của ông mà đã được đặt trong một naos. Ông cũng đã xây dựng thêm một số tòa nhà tại Karnak như một phòng chứa và một ngôi đền để chứa một chiếc thuyền thiêng. Một bức tượng nhân sư bằng đá bazan có khắc tên của ông ngày nay đang nằm ở Louvre, nó đã được đưa đến châu Âu vào đầu thế kỷ 16 và trước kia được dùng để trang trí một đài phun nước tại Villa Borghese, Rome.
Về đối ngoại, ông tiếp tục chính sách can thiệp vào khu vực Trung Đông của Ai Cập. Theo ghi chép của Diodorus Siculus, vào năm 396 TCN, ông đã trợ giúp vị vua Sparta Agesilaus trong cuộc chiến tranh của ông ta chống lại người Ba Tư; Người Sparta đã chinh phục Síp và Rhodes, họ còn cố gắng để mở rộng ảnh hưởng của mình về phía đông. Nepherites đã tiếp tế cho người Sparta 500.000 đơn vị ngũ cốc và nguyên vật liệu cho 100 tàu trireme. Tuy nhiên, khi số hàng hóa này đến được Rhodes thì hòn đảo này đã bị người Ba Tư chiếm lại, vì vậy nó đã bị viên đô đốc thân Ba Tư là Conon của Athens chiếm đoạt toàn bộ.

### Qua đời và kế vị

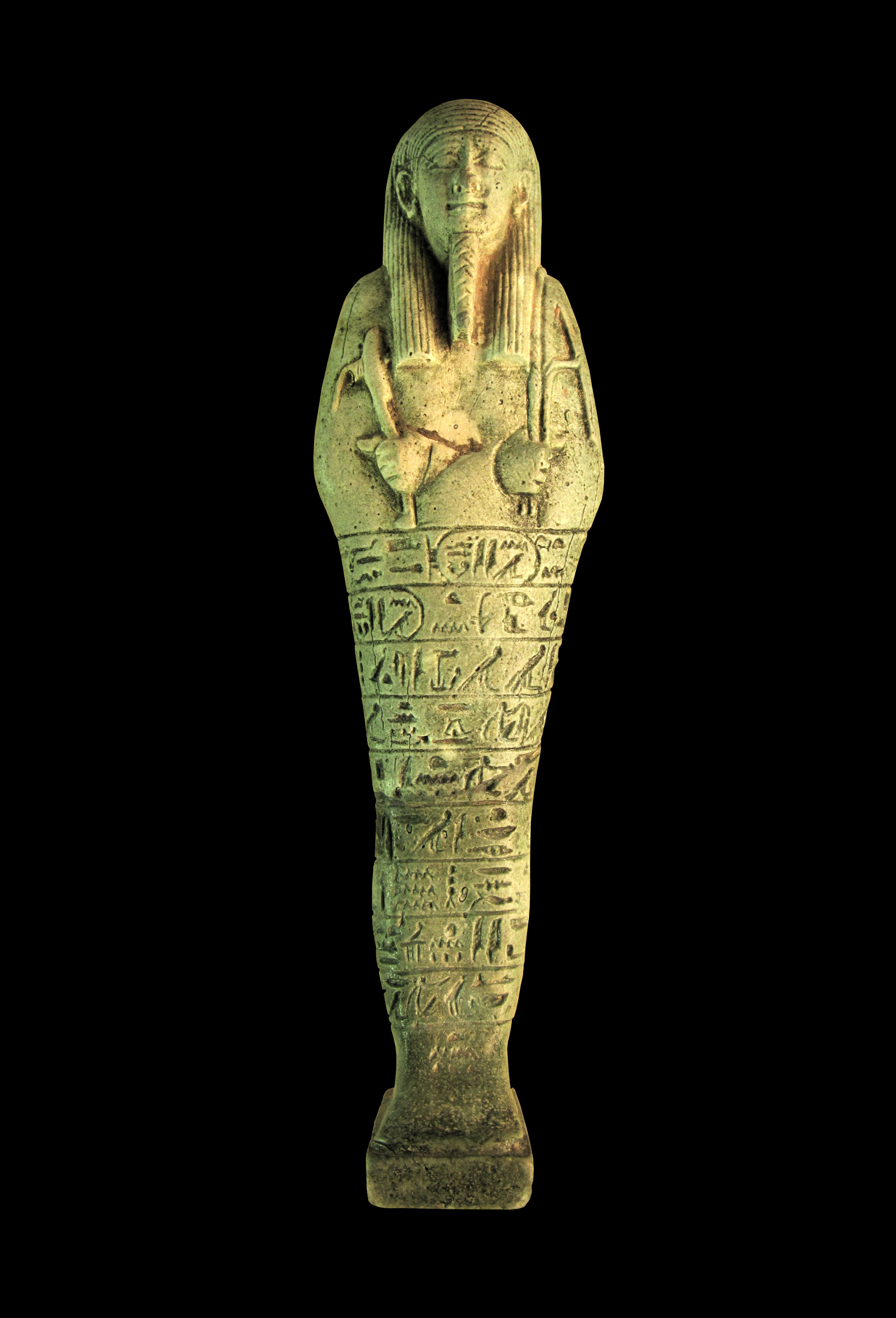
Một shabti của Nepherites I

Nepherites I qua đời vào mùa đông năm 394/393 TCN sau sáu năm trị vì.Biên niên sử thông dụng chỉ đơn giản nói rằng "người con trai của Ngài" được phép kế vị ông mà lại không nêu bất cứ cái tên nào. Ngày nay, người ta thường tin rằng con trai của Nepherites là Hakor, ông ta đã cai trị chỉ một năm trước khi bị lật đổ bởi một kẻ tiếm vị dường như không có mối quan hệ về huyết thống, Psammuthes; Tuy vậy, Hakor đã có thể giành lại ngôi vị trong năm sau đó.

## Lăng mộ có thể
Một ngôi mộ được cho là của Nepherites đã được phát hiện bởi một đội khảo cổ kết hợp từ Đại học Toronto và Đại học Washington vào năm 1992-1993. Chủ nhân có thể của ngôi mộ này đã được xác định bởi sự hiện diện của một shabti có khắc tên của Nepherites I; tuy nhiên, bằng chứng dứt khoát đã không được tìm thấy. Mặc dù vẫn còn các đồ tang lễ và một chiếc quách lớn bằng đá vôi, ngôi mộ này được cho là đã bị phá hủy bởi người Ba Tư vào năm 343 TCN .